# ازون‌بلاغ
ازون‌بلاغ (به قزاقی: Uzynbulaq) یک منطقهٔ مسکونی در قزاقستان است که در استان آلماتی واقع شده‌است.